# Michel Bouquet (équitation)
Pour les articles homonymes, voir Michel Bouquet (homonymie) et Bouquet.
Michel Bouquet, né le 13 juin 1951 à Aubervilliers, est un cavalier français de concours complet.

## Palmarès
- Champion de France de concours complet en 1992 avec Newport
- 14e par équipe et 28e en concours complet individuel aux Jeux olympiques d'été de 1992 de Barcelone avec Newport